# حنش طويل قبرصي
حنش طويل قبرصي، أو حنش قبرصي، (بالإنجليزية: Cyprus whip snake)‏، (الاسم العلمي: Dolichophis cypriensis)، هو نوع من الثعابين يتبع جنس أنواع الأحناش الطويلة والتي تتبع فصلية الأحناش.

## الإنتشار الجغرافي
يتواجد هذا النوع في قبرص.

## المظهر
بعض أنواع هذه الثعابين يمتلك اللون البُنّي الغامق وبعضها بلون بُنّي زيتوني، ويظهر على مقدمة الجسم بُقع فاتحة اللون، أما طولها فيصل حده الأقصى إلى متر واحد.

## الموئل الطبيعي
يعيش  في الغابات معتدلة الحرارة، بين النباتات الشجرية الشرق أوسطية، مستنقعات المياه العذبة، أو مناطق تخزين المياه، يعتبر من الأنواع المهددة بفقدان موئلها الطبيعي.

## التكاثر
تتكاثر ثعابين هذا النوع بالبيض (بيوضية).